# Izabela Maj
Izabela Maj (ur. 20 września 1963 w Krakowie) – polska koszykarka, występująca na pozycjach rzucającej lub niskiej skrzydłowej, multimedalistka mistrzostw Polski.

## Osiągnięcia
Drużynowe
- Mistrzyni Polski Juniorek 1980
- Wicemistrzyni Polski Juniorek 1981
- Mistrzyni Polski (1985, 1988, 1995)
- Wicemistrzyni Polski (1983, 1987, 1991, 1996)
- Brązowa medalistka mistrzostw Polski (1982, 1994)
- Zdobywczyni pucharu Polski (1991, 1992)

Reprezentacja
- Mistrzyni świata w maxi koszykówce +40 (2005)[1]
- Wicemistrzyni:
  - świata w maxi koszykówce +50 (2013)[2]
  - Świata w maxi koszykówce +45 (2019)
  - Europy w maxi koszykówce:
    - +40 (2006, 2008)[1]
    - +45 (2010)[1]
    - +45 (2018)
- Uczestniczka mistrzostw:
  - świata maxi koszykówce +45 (2009 – 4. miejsce)[1]
  - Europy maxi koszykówce +45 (2012 – 4. miejsce)[1]